# Oliver (scimpanzé)
Oliver (1958 circa – 2 giugno 2012) è stato un esemplare maschio di scimpanzé, studiato per i suoi insoliti comportamenti parzialmente umani.

## Caratteristiche
Oliver aveva l'abitudine di camminare in posizione eretta, senza appoggiarsi sulle nocche, molto più di un normale scimpanzé.
Presentava anche stranezze nell'aspetto: faccia più piatta e orecchie meno sporgenti di uno scimpanzé medio, lentiggini, calvizie. Le particolarità rientravano comunque nei normali limiti di variabilità della specie, rivelandolo un esemplare di scimpanzé statisticamente improbabile, ma pur sempre uno scimpanzé.

## Vita
Oliver è nato nelle foreste dello Zaire; fu venduto nei primi anni settanta a due addestratori sudafricani, Frank e Janet Berger.
Quando era in periodo di accoppiamento, Oliver non si accontentava delle femmine di scimpanzé: andava dietro alla signora Berger.
A causa della sua sfrenata libidine, i suoi addestratori furono costretti a venderlo a un addestratore americano e la bizzarra scimmia cominciò una carriera come scimpanzé addestrato, dimostrando in tutti i modi la sua portentosa intelligenza.
All'età di 52 anni si è accoppiato con uno scimpanzé femmina e ha vissuto in una casa sorvegliata accuratamente, creata apposta per lui in Texas. Oliver muore nel sonno all'età di 54 anni ed è stato ritrovato il 2 giugno 2012 nella sua amaca preferita con la sua compagna, Raisin, di fianco a lui.

## Ricerche scientifiche
Oliver venne addirittura definito come "L'anello mancante" e si pensò di studiare il suo DNA. Si sparse la notizia che il suo codice genetico avrebbe contenuto 47 cromosomi, vale a dire uno in meno dei normali scimpanzé e uno in più rispetto agli uomini.
Oliver continuò a essere definito l'anello mancante fino al 1997, quando una serie di test genetici fatti dall'Università di Chicago stabilirono che la scimmia non era altro che un semplice scimpanzé molto intelligente, nessun anello mancante dell'evoluzione umana, tanto meno un ibrido tra un uomo e una scimmia. Inoltre fu scoperto che Oliver aveva nel DNA 48 cromosomi come un normale scimpanzé.
La risposta del dr. David Lebletter fu:
Il dr. Lebletter fece i test a Oliver il ventennio precedente, rimanendo stupito che i risultati non fossero cambiati.